# Jaap van der Heiden
Jacob Adriaan (Jaap) van der Heiden (Amsterdam, 11 maart 1946 – Alkmaar, 10 april 1993) was een Nederlands crimineel. Hij was veroordeeld voor het handelen in drugs en zat zijn straf uit. Op 10 april 1993 ging hij op weekeindverlof naar zijn gezin. Zijn gezin heeft hij echter nooit meer gezien. Er hing aan de voordeur van zijn huis een tas met explosieven die vermoedelijk van een afstand tot ontploffing werd gebracht. De moord werd in de media gebracht als een van de rafels van de IRT-affaire, en is behandeld door de programma's Opsporing Verzocht en Aktenzeichen XY.
De vermoedelijke dader van deze liquidatie is Jan Femer. Op 16 februari 2006 wordt crimineel Stanley Hillis aangehouden op verdenking van betrokkenheid bij de moord.